# Caden Glover
Caden Edward Glover (Columbia, Illinois, 8 de marzo de 2007) es un futbolista estadounidense. Juega de delantero centro y su equipo actual es el St. Louis City SC de la Major League Soccer.

## Trayectoria
Tras realizar su formación juvenil en la academia de St. Louis City SC, a sus 15 años firmó su primer contrato profesional en enero de 2023, por 5 temporadas.
Debutó como profesional el 13 de mayo de 2023, el entrenador Bradley Carnell lo hizo ingresar al minuto 77 para enfrentar a Chicago Fire pero perdieron 1-0 en el Soldier Field ante más de 18200 espectadores. Disputó su primer encuentro oficial con 16 años y la camiseta número 46, se convirtió en el primer jugador generación 2007 en tener minutos en la Major League Soccer.

## Selección nacional
Ha sido parte de la selección de fútbol de Estados Unidos en las categorías juveniles sub-15, sub-16, sub-18, sub-19 y sub-20.
Fue convocado para jugar un torneo internacional amistoso sub-15 en Italia. Debutó con la selección de Estados Unidos el 25 de abril de 2022, fue titular para enfrentar a Eslovenia sub-15 y empataron 1-1.
En mayo de 2023 volvió a ser convocado, esta vez en un combinado sub-16 para jugar una serie de amistosos en Japón.

## Estadísticas

### Clubes
Actualizado al último partido citado el 7 de agosto de 2025.
| Club                               | Div.          | Temporada     | Liga  | Liga  | Liga   | Copas nacionales | Copas nacionales | Copas nacionales | Copas internacionales | Copas internacionales | Copas internacionales | Total | Total | Total  |
| Club                               | Div.          | Temporada     | Part. | Goles | Asist. | Part.            | Goles            | Asist.           | Part.                 | Goles                 | Asist.                | Part. | Goles | Asist. |
| ---------------------------------- | ------------- | ------------- | ----- | ----- | ------ | ---------------- | ---------------- | ---------------- | --------------------- | --------------------- | --------------------- | ----- | ----- | ------ |
| St. Louis City SC 2 Estados Unidos | 3.ª           | 2022          | 1     | 0     | 0      | —                | —                | —                | —                     | —                     | —                     | 1     | 0     | 0      |
| St. Louis City SC 2 Estados Unidos | 3.ª           | 2023          | 20    | 7     | 1      | —                | —                | —                | —                     | —                     | —                     | 20    | 7     | 1      |
| St. Louis City SC 2 Estados Unidos | 3.ª           | 2024          | 22    | 4     | 3      | —                | —                | —                | —                     | —                     | —                     | 22    | 4     | 3      |
| St. Louis City SC 2 Estados Unidos | 3.ª           | 2025          | 17    | 2     | 0      | —                | —                | —                | —                     | —                     | —                     | 17    | 2     | 0      |
| St. Louis City SC 2 Estados Unidos | Total club    | Total club    | 60    | 13    | 4      | 0                | 0                | 0                | 0                     | 0                     | 0                     | 60    | 13    | 4      |
| St. Louis City SC Estados Unidos   | 1.ª           | 2023          | 1     | 0     | 0      | -                | -                | -                | -                     | -                     | -                     | 1     | 0     | 0      |
| St. Louis City SC Estados Unidos   | 1.ª           | 2024          | 5     | 0     | 0      | -                | -                | -                | -                     | -                     | -                     | 5     | 0     | 0      |
| St. Louis City SC Estados Unidos   | 1.ª           | 2025          | 0     | 0     | 0      | -                | -                | -                | -                     | -                     | -                     | 0     | 0     | 0      |
| St. Louis City SC Estados Unidos   | Total club    | Total club    | 6     | 0     | 0      | 0                | 0                | 0                | 0                     | 0                     | 0                     | 6     | 0     | 0      |
| Total carrera                      | Total carrera | Total carrera | 66    | 13    | 4      | 0                | 0                | 0                | 0                     | 0                     | 0                     | 66    | 13    | 4      |

### Selección
Actualizado al último partido citado el 1 de mayo de 2022.
| Selección             | Temporada         | Continental | Continental | Continental | Mundial | Mundial | Mundial | Amistosos | Amistosos | Amistosos | Total | Total | Total  |
| Selección             | Temporada         | Part.       | Goles       | Asist.      | Part.   | Goles   | Asist.  | Part.     | Goles     | Asist.    | Part. | Goles | Asist. |
| --------------------- | ----------------- | ----------- | ----------- | ----------- | ------- | ------- | ------- | --------- | --------- | --------- | ----- | ----- | ------ |
| Sub-15 Estados Unidos | 2022              | -           | -           | -           | -       | -       | -       | 4         | 1         | 0         | 4     | 1     | 0      |
| Sub-15 Estados Unidos | Total sel.        | 0           | 0           | 0           | 0       | 0       | 0       | 4         | 1         | 0         | 4     | 1     | 0      |
| Total selecciones     | Total selecciones | 0           | 0           | 0           | 0       | 0       | 0       | 4         | 1         | 0         | 4     | 1     | 0      |